# Lucas Moura
Lucas Rodrigues Moura da Silva (n. 13 august 1992, São Paulo, São Paulo, Brazilia), cunoscut ca Lucas sau Lucas Moura, este un fotbalist brazilian, care joacă pe post de mijlocaș lateral la São Paulo în Campeonato Brasileiro⁠(d). Pe plan internațional, are prezențe la națională pentru Brazilia U-20⁠(d), Brazilia și Brazilia U23⁠(d).

## Palmares

### Clubs
São Paulo
- Copa Sudamericana: 2012

Paris Saint-Germain
- Ligue 1: 2012–13
- Trophée des champions: 2013

### Echipa națională
Brazilia

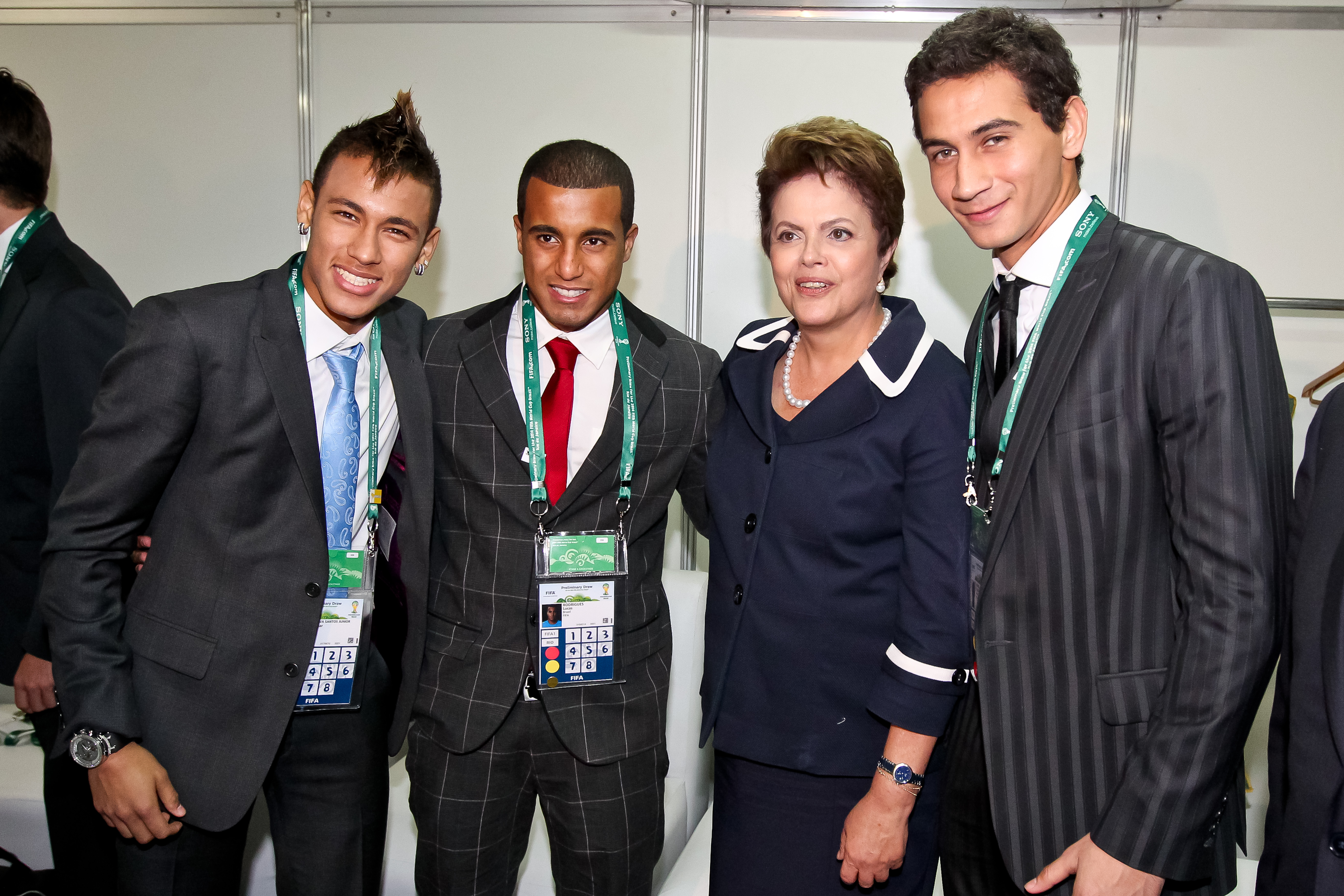
Neymar, Lucas, Dilma Rousseff, și Ganso

- South American Youth Championship: 2011
- Superclásico de las Américas: 2011
- Argint la Olimpiadă: 2012
- Cupa Confederațiilor FIFA: 2013

### Individual
- Revelația Campeonato Paulista: 2011
- Cel mai bun mijlocaș din Campeonato Paulista (Mesa Redonda): 2011
- Cel mai bun mijlocaș din Campeonato Paulista (Diário de São Paulo): 2011
- Cel mai bun mijlocaș din 2011 South American Youth Championship: 2011
- Best player in finals to 2011 South American Youth Championship: 2011
- Revelația Campeonato Brasileiro: 2010

## Statistici carieră

### Club
La 4 noiembrie 2017.
| Club                | Sezon         | Campionat      | Campionat | Campionat | Cupă    | Cupă   | Cupa Ligii | Cupa Ligii | Continental | Continental | Altele  | Altele | Total   | Total  |
| Club                | Sezon         | Divizie        | Meciuri   | Goluri    | Meciuri | Goluri | Meciuri    | Goluri     | Meciuri     | Goluri      | Meciuri | Goluri | Meciuri | Goluri |
| ------------------- | ------------- | -------------- | --------- | --------- | ------- | ------ | ---------- | ---------- | ----------- | ----------- | ------- | ------ | ------- | ------ |
| São Paulo           | 2010          | Série A        | 25        | 4         | 0       | 0      | —          | —          | 0           | 0           | 0       | 0      | 25      | 4      |
| São Paulo           | 2011          | Série A        | 28        | 9         | 4       | 0      | —          | —          | 3           | 1           | 8       | 3      | 43      | 13     |
| São Paulo           | 2012          | Série A        | 21        | 6         | 9       | 2      | —          | —          | 9           | 2           | 21      | 6      | 60      | 16     |
| São Paulo           | Total         | Total          | 74        | 19        | 13      | 2      | —          | —          | 12          | 3           | 29      | 9      | 128     | 33     |
| Paris Saint-Germain | 2012–13       | Ligue 1        | 10        | 0         | 1       | 0      | 0          | 0          | 4           | 0           | —       | —      | 15      | 0      |
| Paris Saint-Germain | 2013–14       | Ligue 1        | 36        | 5         | 2       | 0      | 4          | 0          | 10          | 0           | 1       | 0      | 53      | 5      |
| Paris Saint-Germain | 2014–15       | Ligue 1        | 29        | 7         | 4       | 1      | 4          | 0          | 8           | 0           | 1       | 0      | 46      | 8      |
| Paris Saint-Germain | 2015–16       | Ligue 1        | 36        | 9         | 6       | 1      | 4          | 1          | 9           | 2           | 1       | 0      | 56      | 13     |
| Paris Saint-Germain | 2016–17       | Ligue 1        | 37        | 12        | 5       | 3      | 3          | 2          | 7           | 1           | 1       | 1      | 53      | 19     |
| Paris Saint-Germain | 2017–18       | Ligue 1        | 5         | 1         | 0       | 0      | 1          | 0          | 0           | 0           | 0       | 0      | 6       | 1      |
| Paris Saint-Germain | Total         | Total          | 153       | 34        | 18      | 5      | 16         | 3          | 38          | 3           | 4       | 1      | 229     | 46     |
| Tottenham Hotspur   | 2017–18       | Premier League | 6         | 0         | 4       | 1      | —          | —          | 1           | 0           | —       | —      | 11      | 1      |
| Tottenham Hotspur   | 2018–19       | Premier League | 3         | 3         | 0       | 0      | 0          | 0          | 0           | 0           | —       | —      | 3       | 3      |
| Total carieră       | Total carieră | Total carieră  | 234       | 56        | 35      | 8      | 16         | 3          | 50          | 6           | 33      | 10     | 372     | 83     |

### International
| Echipa   | An    | Meciuri | Goluri |
| -------- | ----- | ------- | ------ |
| Brazilia | 2011  | 12      | 1      |
| Brazilia | 2012  | 12      | 2      |
| Brazilia | 2013  | 6       | 1      |
| Total    | Total | 30      | 4      |

### Goluri internaționale

#### Brazilia U20
| #  | Data              | Stadion                                            | Oponent | Scor | Rezultat | Competiția                             |
| -- | ----------------- | -------------------------------------------------- | ------- | ---- | -------- | -------------------------------------- |
| 1. | 31 ianuarie 2011  | Estadio Monumental Virgen de Chapi, Arequipa, Peru | Chile   | 3–1  | 5–1      | 2011 South American Youth Championship |
| 2. | 12 februarie 2011 | Estadio Monumental Virgen de Chapi, Arequipa, Peru | Uruguay | 1–0  | 6–0      | 2011 South American Youth Championship |
| 3. | 12 februarie 2011 | Estadio Monumental Virgen de Chapi, Arequipa, Peru | Uruguay | 2–0  | 6–0      | 2011 South American Youth Championship |
| 4. | 12 februarie 2011 | Estadio Monumental Virgen de Chapi, Arequipa, Peru | Uruguay | 6–0  | 6–0      | 2011 South American Youth Championship |

#### Brazilia
| #  | Data               | Stadion                                   | Oponent   | Scor | Rezultat | Competiția                        |
| -- | ------------------ | ----------------------------------------- | --------- | ---- | -------- | --------------------------------- |
| 1. | 28 septembrie 2011 | Estádio Olímpico do Pará, Belém, Brazilia | Argentina | 1–0  | 2–0      | 2011 Superclásico de las Américas |
| 2. | 10 septembrie 2012 | Estádio do Arruda, Recife, Brazilia       | China     | 3–0  | 8–0      | Meci amical                       |
| 3. | 11 octombrie 2012  | Swedbank Stadion, Malmö, Suedia           | Irak      | 6–0  | 6–0      | Meci amical                       |
| 4. | 9 iunie 2013       | Arena do Grêmio, Porto Alegre, Brazilia   | Franța    | 3–0  | 3–0      | Meci amical                       |